# NGC 7737
NGC 7737 é uma galáxia espiral (S0-a) localizada na direcção da constelação de Pegasus. Possui uma declinação de +27° 03' 09" e uma ascensão recta de 23 horas, 42 minutos e 46,3 segundos.
A galáxia NGC 7737 foi descoberta em 3 de Outubro de 1886 por Guillaume Bigourdan.